# Uwe Ulrich Jäschke
Uwe Ulrich Jäschke (* 12. Juli 1955 in Frankfurt-Höchst) ist ein deutscher Geograph und Kartograph. Er war Professor an der Hochschule für Technik und Wirtschaft Dresden.

## Leben und Wirken
Uwe Ulrich Jäschke wurde im Frankfurter Stadtteil Höchst geboren und besuchte in den Jahren 1962 bis 1966 die Volksschule in Hattersheim am Main. Danach wechselte er auf die Main-Taunus-Schule, wo er 1974 sein Abitur bestand. Danach verpflichtete er sich für zwei Jahre als Soldat auf Zeit bei der Bundeswehr. Die Bundeswehr verließ er im Jahr 1976 als Leutnant der Reserve. Als Reservesoldat wechselte er 1977 in den Militärgeographischen Dienst der Bundeswehr und wurde nach mehreren Wehrübungen 1984 zum Major der Reserve befördert.
Mitte der 1970er Jahre war Uwe Jäschke Mitglied der Wiking-Jugend, die 1994 vom Bundesinnenminister verboten wurde. In den 1970er Jahren wechselte Uwe Jäschke zum Bund heimattreuer Jugend (BHJ), dessen Bundesführer er 1980 wurde.
Nach dem Verlassen der Bundeswehr begann er im Jahr 1976 an der FH München ein Studium der Kartographie, welches er 1980 mit dem Abschluss als Diplom-Ingenieur (FH) beendete. Er setzte sein Studium fort mit einem Zweitstudium der Geographie mit den Nebenfächern Botanik/Bodenkunde und Statistik an der Johann Wolfgang Goethe-Universität in Frankfurt am Main, das er im Jahr 1986 als Diplom-Geograph abschloss. Gleichzeitig hatte er sich ab 1984 mit einer Kartographischen Werkstatt in Hattersheim am Main selbstständig gemacht. Nach Abschluss des Studiums in Frankfurt blieb er mit einer Teilzeitarbeitsstelle als Institutskartograph am Institut für Wirtschafts- und Sozialgeographie der Universität Frankfurt am Main beschäftigt. Er begann am dortigen Institut im Jahr 1990 mit den Arbeiten zu seiner Doktorarbeit, welche er im Dezember 2000 mit der Promotion „Die Polyzentische Infrastruktur Namibias“ abschloss. Noch während seiner Promotion hatte er 1994 den Ruf als Professor für Thematische Kartographie und Geographie an die Hochschule für Technik und Wirtschaft in Dresden erhalten, den er auch annahm und gleichzeitig seine Kartographische Werkstatt in Hattersheim schloss.
Er ist Vorstandsmitglied in der Deutsch-Namibischen Gesellschaft und redaktioneller Mitarbeiter beim Namibia Magazin. Bei den Sächsischen Heimatblättern ist er im Redaktionsbeirat.
Uwe Ulrich Jäschke ist verheiratet und Vater von zwei Kindern.

## Schwerpunkte

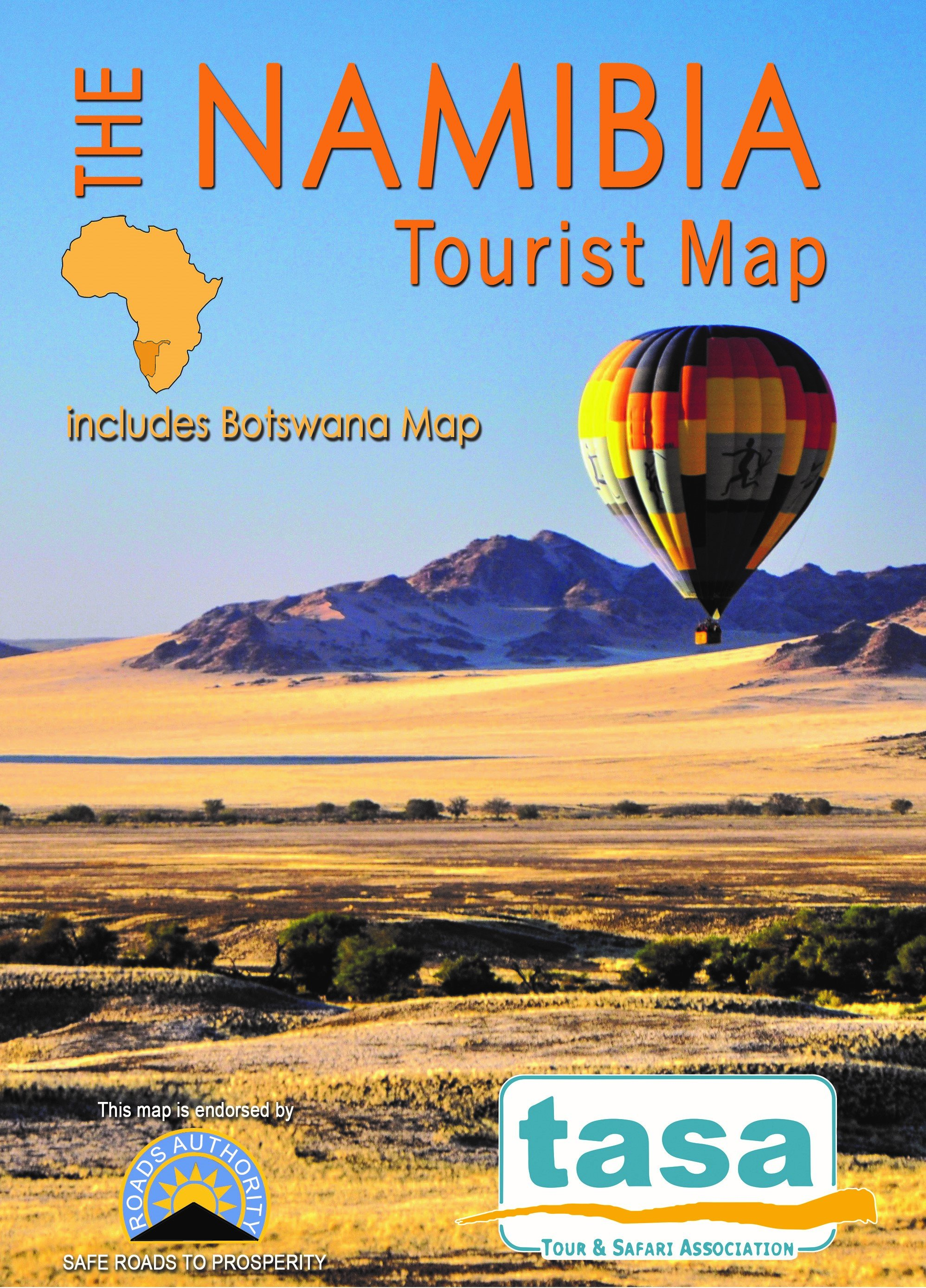
Uwe Jäschke – Namibia Road Map includes Botswana Map

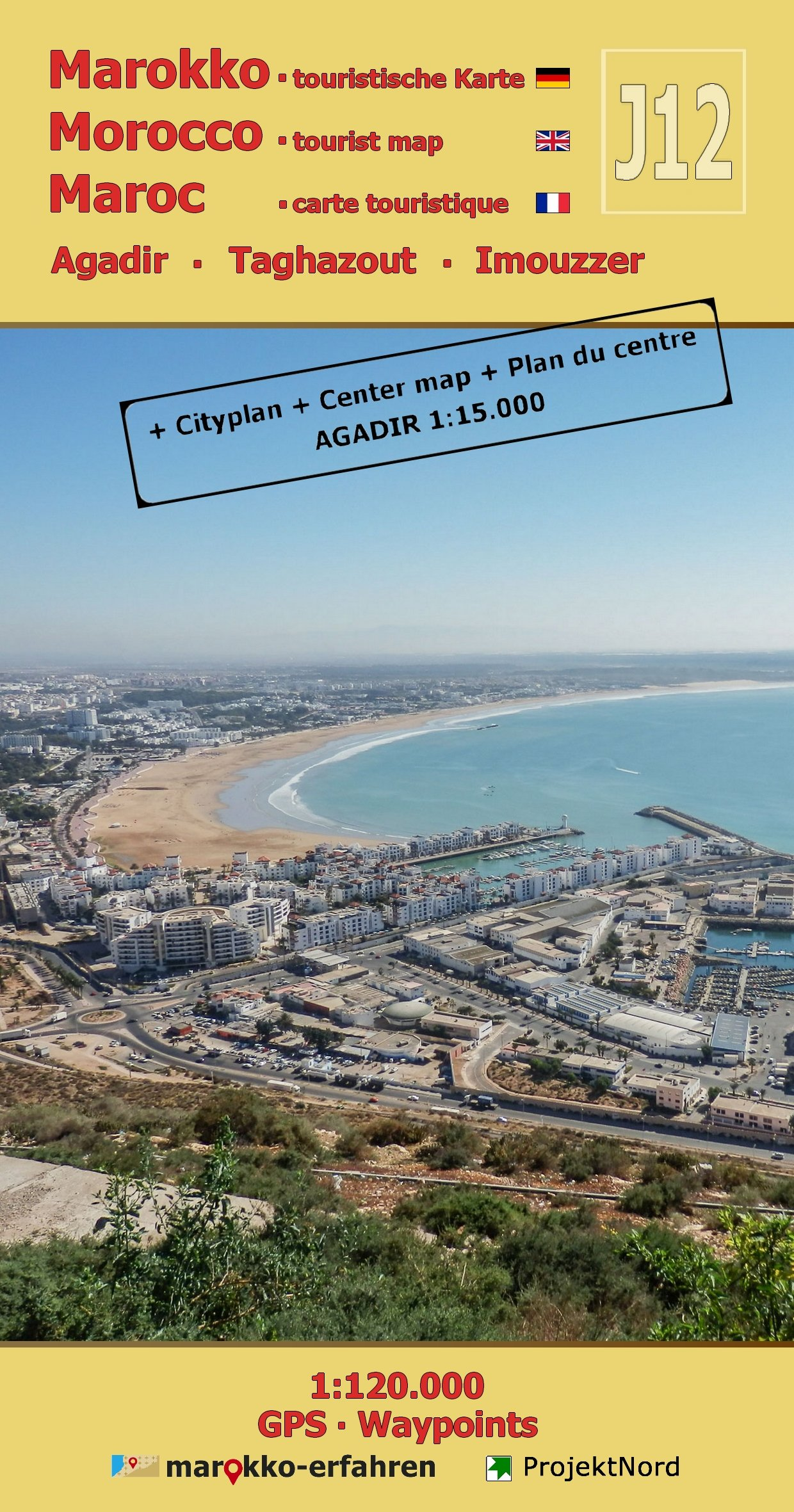
Andreas Conrad und Uwe Jäschke – Landkarte Marokko: Blatt J12 Agadir - Taghazout - Imouzzer

### Atlas zur Geschichte und Landeskunde von Sachsen
Gemeinsam mit der Sächsischen Akademie der Wissenschaften und dem Landesvermessungsamt Sachsen war die Aufgabenstellung Atlaskarten von Sachsen zu erstellen und zu gestalten. Das Projekt wurde im Jahr 2010 beendet.

### Digitalisiertes Koloniales Bildarchiv
Mitarbeit an dem DFG-Projekt zur Präsentation von historischem Bildmaterial im Internet mit Standard-Computern. Während seiner Zeit an der Goethe-Universität in Frankfurt war Jäschke einer der zwei Mitarbeiter, die im Jahr 1989 begonnen hatten, das vorhandene Bildmaterial zu sichten und in Datenbanken einzupflegen. An der Entwicklung des Projekts mit veränderten Zielsetzungen war er weiter beteiligt.

### Historisch-statistische Grundkarte – Pilotprojekt Sachsen
Jäschke war Projektleiter bei diesem Pilotprojekt zur Erfassung, Vektorisierung und Präsentation historischen Karteninhalts mit modernen Mitteln, insbesondere des Internets.

### Namibia Straßenkarten
Seit dem Jahr 2001 erstellt er in Zusammenarbeit mit der namibischen Road Authority eine Straßenkarte Namibias (die Namibia Road Map), die bis zu zweimal im Jahr aktualisiert wird. Zahlreiche Derivate sind im Umlauf.

## Schriften (Auswahl)

### Autor
- Die polyzentrische Infrastruktur Namibias : Entstehung und Entwicklung in der deutschen Periode 1884 bis 1914/15. Dissertation. Frankfurt 2002, DNB 96520037X.
- mit Karlheinz Blaschke: Kursächsischer Ämteratlas 1790 : Maßstab ca. 1:200000. Chemnitz 2009, ISBN 978-3-937386-14-0.
- mit Karlheinz Blaschke: Nikolaikirchen und Stadtentstehung in Europa : von der Kaufmannssiedlung zur Stadt. Berlin 2013, ISBN 978-3-05-005951-8.
- mit marokko-erfahren: touristische Landkarte Marokko Blatt K13 Tafraoute - Tizourgane – Igherm 1:120.000 mit Straße der Agadire / IGOUDAR, Projekt Nord Kiel 2018, ISBN 978-3-931099-27-5
- mit marokko-erfahren: touristische Landkarte Marokko Blatt J12: Agadir - Taghazout - Imouzzer 1:120.000 Mit Cityplan Agadir, Projekt Nord Kiel 2019, ISBN 978-3-931099-28-2
- mit Road Authority: Straßenkarte Namibia Road Map 1:2.000.000, Projects & Promotions Swakopmund Namibia 2020, ISBN 99916-763-6-8

### Herausgeber
- Projekt- und Forschungsaktivitäten der Fakultät Geoinformation: 20 Jahre HTW Dresden, Dresden, 201, DNB 102573193X
- Sachsen. Landtag: Aspekte Sächsischer Landtagsgeschichte: Sächsischer Landtag, Dresden, 2011, DNB 1046850660
- 15 Jahre „Koloniales Bildarchiv“ an der Stadt- und Universitätsbibliothek Frankfurt am Main, Dresden, 2004, DNB 97207953X